# Mars et Vénus (Jacopo de' Barbari)
Pour les articles homonymes, voir Mars et Vénus.
Mars et Vénus est une gravure sur cuivre au burin de l'artiste de la Renaissance vénitienne Jacopo de' Barbari datant vers 1510.

## Histoire
Jacopo de' Barbari rencontre Albrecht Dürer à Nuremberg vers 1500. Les deux artistes se sont influencés mutuellement, pour ce qui est notamment de la représentation de l'anatomie et de ses proportions.
Cette œuvre date de la dernière partie de la carrière de Jacopo ; elle rencontra enfin un écho favorable en Flandre, où l'artiste est au service de Marguerite d'Autriche (1480-1530), comme en témoignent les tableaux de Jan Mabuse Adam et Ève ou Neptune et Amphitrite (1516).

## Analyse
Jacopo de 'barbari renoue avec l'intérêt pour la représentation anatomique avec cette œuvre. Le trait est souple, et le modelé pictural grâce au traitement très varié et nuancé des lignes du burin et au fond strié avec régularité qui donne de la matière à l'image.
L'Adam et Ève de Dürer n'est pas loin : dans les deux cas, la trame de fond est sombre et l'éclairage latéral.